# Проевропеизам
Проевропеизам, понекад и европски унионизам, а такође и европејство, политички је положај који фаворизује европске интеграције и чланство у Европској унији (ЕУ). Укључује европске федералисте, који теже стварању федералне Европске уније, неформално познате као Сједињене Европске Државе. Сродан термин је „еврофил”.
Као такав, супротан је евроскептицизму, који се односи на политичке ставове који су скептични према (или можда супротстављени) европским интеграцијама, а не треба их мијешати са термином „антиевропеизам”.